# David Goffin
David Goffin (ur. 7 grudnia 1990 w Rocourt) – belgijski tenisista, reprezentant w Pucharze Davisa, finalista tych rozgrywek w sezonie 2015 i sezonie 2017, olimpijczyk z Londynu (2012) i Rio de Janeiro (2016).
Najwyższe – 7. miejsce w rankingu gry pojedynczej osiągnął 20 listopada 2017 roku.

## Kariera tenisowa

### Kariera juniorska
W 2008 roku brał udział w juniorskim French Open w grze pojedynczej oraz podwójnej chłopców. W obu turniejach odpadł w 1 rundzie. Podczas juniorskiego Wimbledonu w tym samym roku osiągnął 1. rundę w grze pojedynczej oraz półfinał w deblu.

### Kariera zawodowa
Na początku sezonu 2012 osiągnął ćwierćfinał turnieju w Ćennaju. We French Open przegrał w 3. rundzie kwalifikacji, jednakże do turnieju głównego dostał się jako szczęśliwy przegrany. Pokonał w nim Radka Štěpánka, Arnauda Clémenta i Łukasza Kubota. W 4. rundzie uległ 7:5, 5:7, 2:6, 4:6 Rogerowi Federerowi. Na igrzyskach olimpijskich w Londynie w konkurencji gry pojedynczej Goffin został wyeliminowany w 1. rundzie przez Juana Mónaco. W sierpniu Belg dotarł do ćwierćfinału turnieju w Winston-Salem, odpadając po porażce z Johnem Isnerem. W październiku awansował również do ćwierćfinału rozgrywek ATP World Tour w Walencji, gdzie uległ Jürgenowi Melzerowi.
Na początku sierpnia 2014 Goffin wygrał zawody ATP World Tour w Kitzbühel. W drodze po tytuł pokonał m.in. Philippa Kohlschreibera, natomiast w finale Dominika Thiema. We wrześniu Belg wywalczył kolejny singlowy tytuł ATP World Tour, w halowym turnieju w Metzu. Wyeliminował m.in. w ćwierćfinale Jo-Wilfrieda Tsongę, a w decydującym meczu okazał się lepszy od João Sousy. Do trzeciego w sezonie finału Goffin dotarł pod koniec października w Bazylei, gdzie nie sprostał Rogerowi Federerowi.
W sezonie 2015 Goffin pierwszy finał osiągnął w połowie czerwca w ’s-Hertogenbosch na nawierzchni trawiastej. Spotkanie o tytuł przegrał z Nicolasem Mahutem 6:7(1), 1:6. Dokładnie rok po osiągnięciu pierwszego finału kategorii ATP World Tour 250 ponownie zmierzył się z Dominicem Thiemem w meczu mistrzowskim – tym razem w Gstaad Goffin uległ Austriakowi 5:7, 2:6.
Pierwszy w karierze wielkoszlemowy ćwierćfinał Belg osiągnął w sezonie 2016 podczas French Open, ponosząc porażkę z Dominikiem Thiem. W październiku Goffin został finalistą turnieju w Tokio, ostatni mecz przegrywając z Nickiem Kyrgiosem. W 2016 roku uczestniczył w zawodach singlowych igrzysk olimpijskich w Rio de Janeiro dochodząc do 3. rundy.
Sezon 2017 Goffin zakończył z dwoma triumfami turniejowymi. Na początku października wygrał zawody w Shenzhen w finale eliminując Ołeksandra Dołhopołowa, a w swoim kolejnym starcie zwyciężył w Tokio, pokonując w ostatnim meczu Adriana Mannarino. W lutym Belg był w finałach halowych imprez w Sofii i Rotterdamie, natomiast w listopadzie zakwalifikował się do ATP Finals. Po dwóch wygranych spotkaniach grupowych zmierzył się w półfinale z Rogerem Federerem, eliminując Szwajcara w trzech setach. Pojedynek o tytuł Goffin przegrał 5:7, 6:4, 3:6 z Grigorem Dimitrowem. Po ATP Finals Belg zagrał w składzie reprezentacji, która w finale Pucharu Davisa zmierzyła się z Francją. Tytuł zdobyli Francuzi pokonując 3:2 Belgów, a oba punkty dla Belgii zdobył Goffin po wygranych z Lucasem Pouille i Jo-Wilfriedem Tsongą.
Podczas sezonu 2018 Goffin nie awansował do finału zawodów ATP World Tour. Był natomiast kilkakrotnie w półfinałach, najpierw w Montpellier, a następnie w Rotterdamie, gdzie po przegraniu pierwszego seta z Grigorem Dimitrowem skreczował na początku drugiego seta przez uderzenie piłką w oko. Na podłożu ziemnym został półfinalistą w Barcelonie, broniąc w meczu drugiej rundy przeciwko Marcelowi Granollersowi piłki meczowej. Na turnieju ATP World Tour Masters 1000 w Cincinnati jednego dnia wyeliminował Kevina Andersona (nr 6. ATP) i Juana Martína del Potra (nr 4. ATP). Mecz o udział w finale przegrał przez krecz w drugim secie z Rogerem Federerem z powodu urazu ramienia. Na początku października zakończył starty w roku 2018, podając jako przyczynę kontuzję prawego łokcia.
W roku 2019 Goffin wygrał pierwszy w karierze turniej w konkurencji gry podwójnej, na początku sezonu w Dosze, partnerując Pierre-Hugues Herbertowi. W czerwcu osiągnął singlowy finał w Halle, ponosząc porażkę z Rogerem Federerem. W sierpniu został pierwszym Belgiem, który doszedł do finału zawodów ATP Tour Masters 1000, w Cincinnati. Ostatni mecz przegrał z Daniiłem Miedwiediewem.
W sezonie 2021 triumfował w zawodach w Montpellier, w meczu finałowym pokonując Roberto Bautistę-Aguta z wynikiem 5:7, 6:4, 6:2.
W kwietniu 2022 roku zdobył trofeum w Marrakeszu, gdzie pokonał w finale Alexa Molčana 3:6, 6:3, 6:3.

### Finały w turniejach ATP Tour
| Legenda                                      |
| -------------------------------------------- |
| Wielki Szlem                                 |
| Igrzyska olimpijskie                         |
| Tennis Masters Cup / ATP Finals              |
| ATP Masters Series / ATP Tour Masters 1000   |
| ATP International Series Gold / ATP Tour 500 |
| ATP International Series / ATP Tour 250      |

#### Gra pojedyncza (6–9)
| Końcowy wynik | Nr | Data                 | Turniej            | Nawierzchnia  | Przeciwnik            | Wynik finału     |
| ------------- | -- | -------------------- | ------------------ | ------------- | --------------------- | ---------------- |
| Zwycięzca     | 1. | 2 sierpnia 2014      | Kitzbühel          | Ceglana       | Dominic Thiem         | 4:6, 6:1, 6:3    |
| Zwycięzca     | 2. | 21 września 2014     | Metz               | Twarda (hala) | João Sousa            | 6:4, 6:3         |
| Finalista     | 1. | 26 października 2014 | Bazylea            | Twarda (hala) | Roger Federer         | 2:6, 2:6         |
| Finalista     | 2. | 14 czerwca 2015      | ’s-Hertogenbosch   | Trawiasta     | Nicolas Mahut         | 6:7(1), 1:6      |
| Finalista     | 3. | 2 sierpnia 2015      | Gstaad             | Ceglana       | Dominic Thiem         | 5:7, 2:6         |
| Finalista     | 4. | 9 października 2016  | Tokio              | Twarda        | Nick Kyrgios          | 6:4, 3:6, 5:7    |
| Finalista     | 5. | 12 lutego 2017       | Sofia              | Twarda (hala) | Grigor Dimitrow       | 5:7, 4:6         |
| Finalista     | 6. | 19 lutego 2017       | Rotterdam          | Twarda (hala) | Jo-Wilfried Tsonga    | 6:4, 4:6, 1:6    |
| Zwycięzca     | 3. | 1 października 2017  | Shenzhen           | Twarda        | Ołeksandr Dołhopołow  | 6:4, 6:7(5), 6:3 |
| Zwycięzca     | 4. | 8 października 2017  | Tokio              | Twarda        | Adrian Mannarino      | 6:3, 7:5         |
| Finalista     | 7. | 19 listopada 2017    | ATP Finals, Londyn | Twarda (hala) | Grigor Dimitrow       | 5:7, 6:4, 3:6    |
| Finalista     | 8. | 23 czerwca 2019      | Halle              | Trawiasta     | Roger Federer         | 6:7(2), 1:6      |
| Finalista     | 9. | 18 sierpnia 2019     | Cincinnati         | Twarda        | Daniił Miedwiediew    | 6:7(3), 4:6      |
| Zwycięzca     | 5. | 28 lutego 2021       | Montpellier        | Twarda (hala) | Roberto Bautista-Agut | 5:7, 6:4, 6:2    |
| Zwycięzca     | 6. | 10 kwietnia 2022     | Marrakesz          | Ceglana       | Alex Molčan           | 3:6, 6:3, 6:3    |

#### Gra podwójna (1–0)
| Końcowy wynik | Nr | Data            | Turniej | Nawierzchnia | Partner               | Przeciwnicy                  | Wynik finału   |
| ------------- | -- | --------------- | ------- | ------------ | --------------------- | ---------------------------- | -------------- |
| Zwycięzca     | 1. | 5 stycznia 2019 | Doha    | Twarda       | Pierre-Hugues Herbert | Robin Haase Matwé Middelkoop | 5:7, 6:4, 10–4 |